# Amtsgericht Beckum

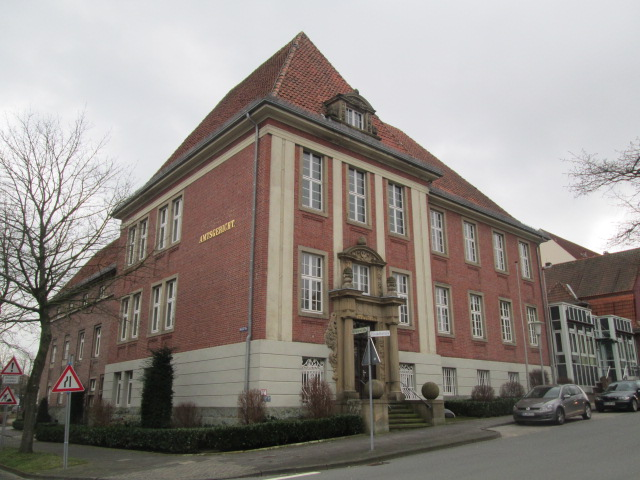
Gerichtsgebäude

Beckum ist Sitz des Amtsgerichts Beckum, das für die Städte Beckum und Oelde sowie für die Gemeinde Wadersloh im südlichen Kreis Warendorf zuständig ist. In dem 331 km² großen Gerichtsbezirk leben rund 80.000 Menschen.

## Übergeordnete Gerichte
Das dem Amtsgericht Beckum übergeordnete Landgericht ist das Landgericht Münster, das wiederum dem Oberlandesgericht Hamm untersteht.